# Admiraltejskij rajon
L'Admiraltejskij rajon (in russo Адмиралтейский район?) è uno dei rajon in cui è suddivisa la città federale di San Pietroburgo, in Russia.
Comprende i seguenti circondari municipali (okrug):
- Admiralteysky
- Izmaylovskoye
- Kolomna
- Semyonovsky
- Sennoy
- Yekateringofsky

## Monumenti e luoghi d'interesse
- Cinema Mosca